# Kupinovo
Kupinovo (srbskou cyrilicí: Купиново; hlaholicí: Ⰽⱆⱂⰻⱀⱁⰲⱁ) je vesnice v obci Pećinci v Srbsku. Podle sčítání obyvatel v roce 2011 měla vesnice 1 866 obyvatel.
Nachází se v blízkosti známé oblasti biologické rozmanitosti, Obedska bara. Žije zde několik druhů hmyzu a dalších forem života, které jsou pro tuto oblast jedinečné.

## Jméno
V srbštině je vesnice známá jako Kupinovo (srbskou cyrilicí: Купиново; hlaholicí: Ⰽⱆⱂⰻⱀⱁⰲⱁ), dříve také Kupinik (srbskou cyrilicí: Купиник; hlaholicí: Ⰽⱆⱂⱀⰻⰽ); v chorvatštině jako Kupinovo; a v maďarštině jako Kölpény nebo Kelpény. Název vesnice je odvozen ze srbského slova „kupina“ (česky: „ostružina“).

## Historie

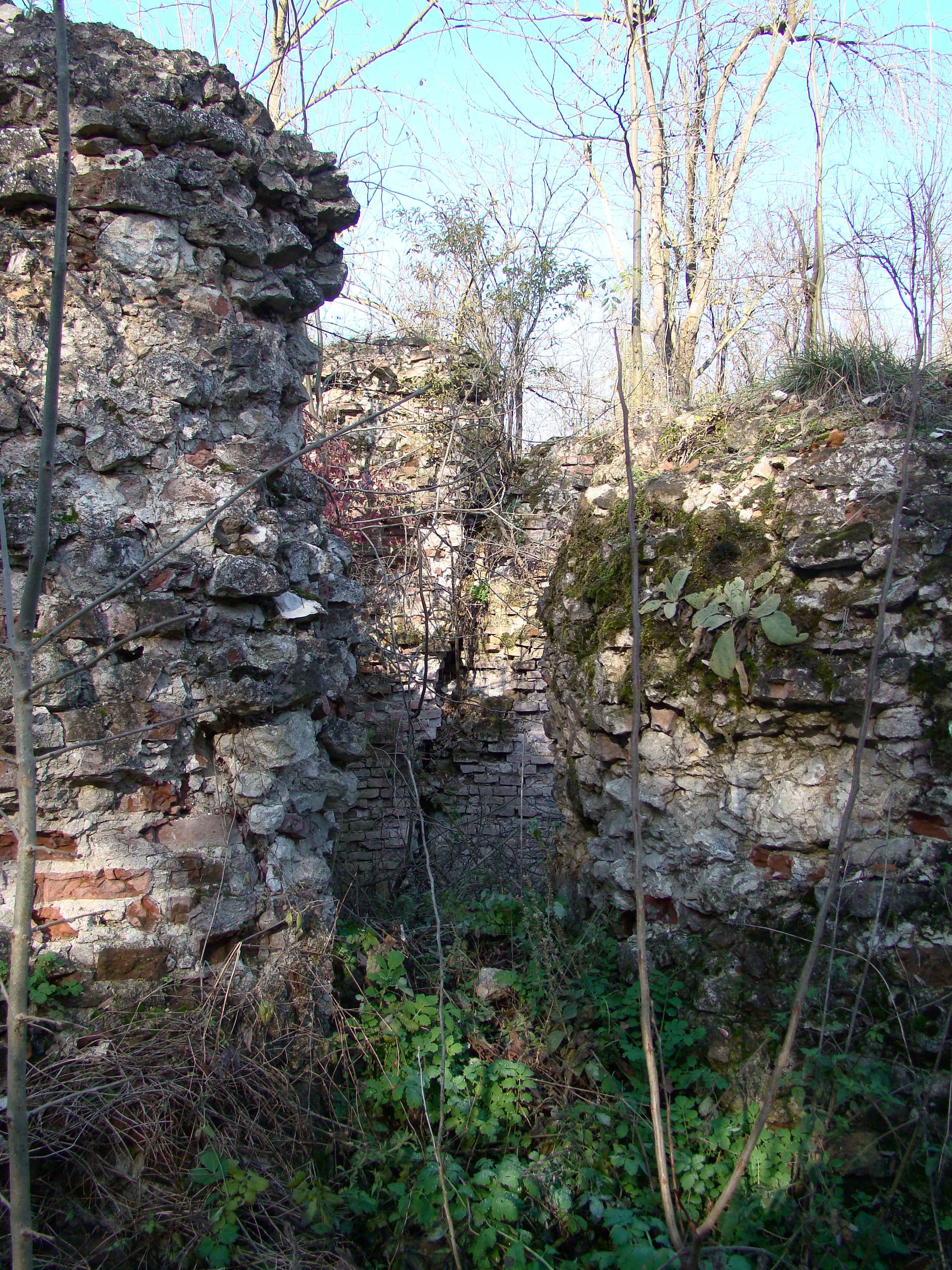
Ruiny pevnosti Kupinik

Ve středověku byl Kupinik významným městem a sídlem srbských despotů ve Sremu v 15. a 16. století. Nejstarší zmínka o Kupiniku je ve dvou listinách uherského krále Zikmunda z druhé poloviny 14. století (1387 a 1388). Byl vybudován jako vojensko-hraniční opevnění na hranici mezi Uherským královstvím a Moravskosrbským knížectvím. Na počátku 15. století Stefan Lazarević, člen dynastie Lazarevićů, získal město od krále Zikmunda Uherského. Po jeho smrti se pevnost stala sídlem rodu Brankovićů. Po smrti Đurađa Brankoviće převzal Kupinik opět uherský král, který jej daroval rodině Berislavićů, jejíž členové drželi titulární titul srbského despoty. Pevnost byla zničena sultánem Sulejmanem Nádherným, který během svého obléhání Bělehradu v roce 1521 zničil všechny ostatní pevnosti na řece Sávě.

## Demografie
Podle sčítání obyvatel v roce 2011 měla vesnice 1 866 obyvatel.
| Rok  | Počet obyvatel |
| ---- | -------------- |
| 1961 | 2 220          |
| 1971 | 2 057          |
| 1981 | 2 002          |
| 1991 | 2 009          |
| 2002 | 2 047          |
| 2011 | 1 866          |

## Významní obyvatelé
- Miki Đuričić, hvězda reality show